# Wagenstandanzeiger

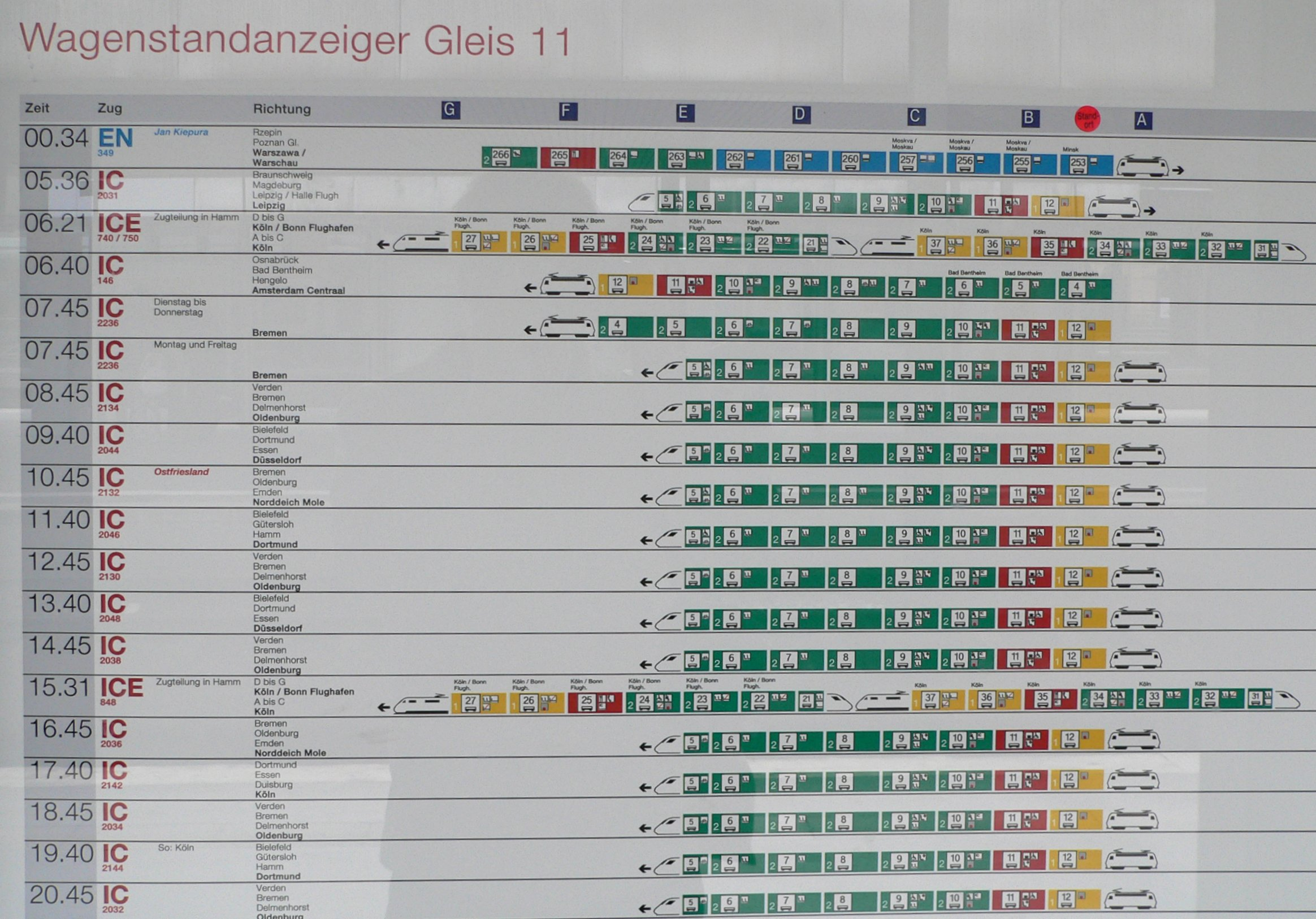
Wagenstandanzeiger in Hannover Hbf an Gleis 11

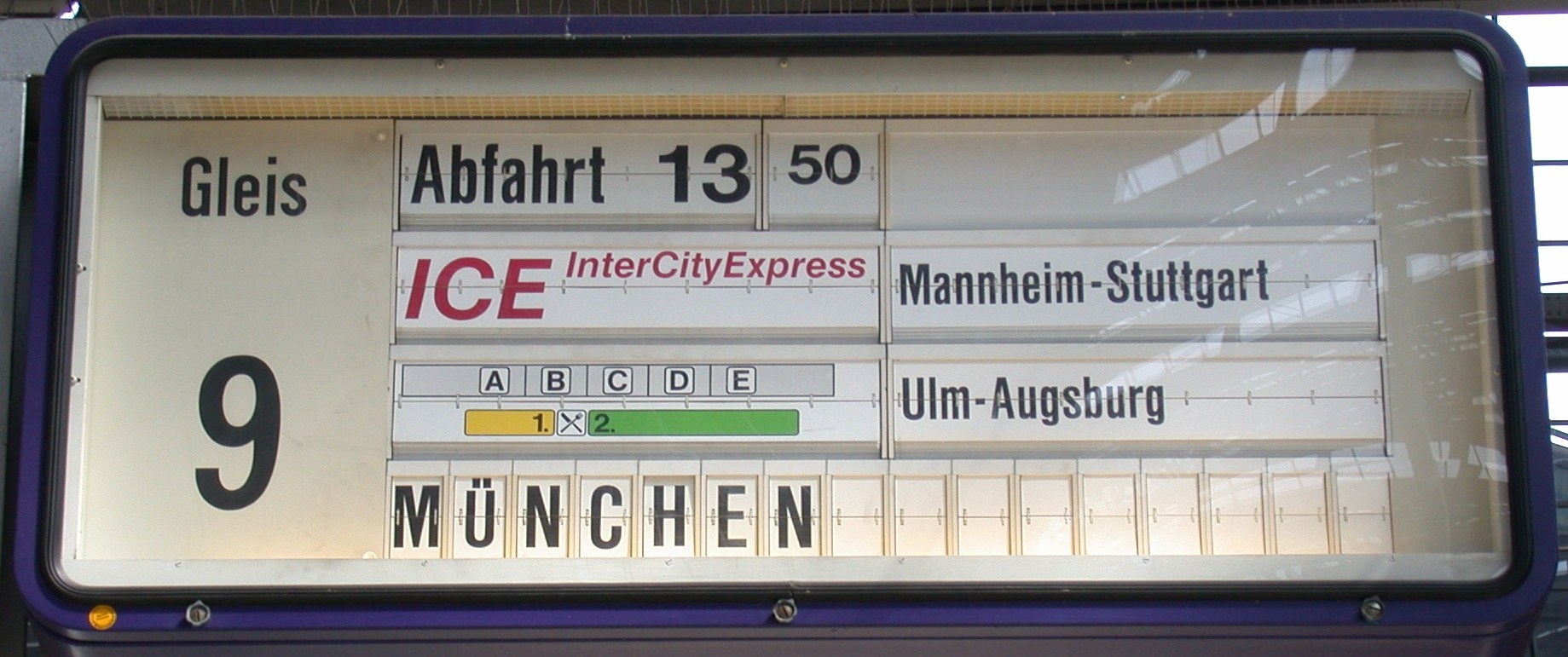
Wagenstandanzeiger in einem Zugzielanzeiger integriert

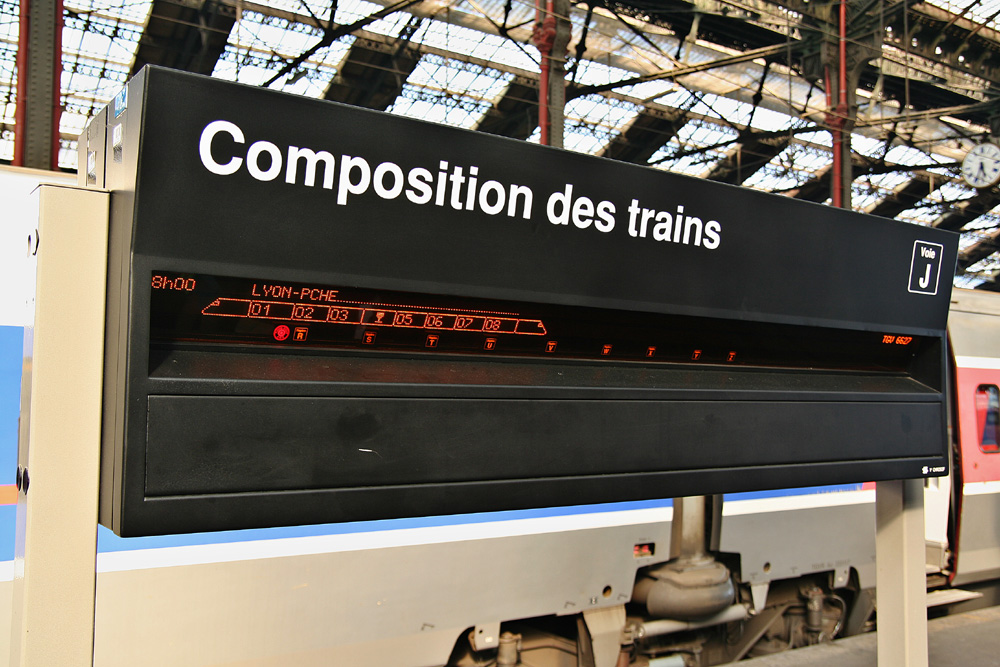
Französischer Wagenstandanzeiger der SNCF

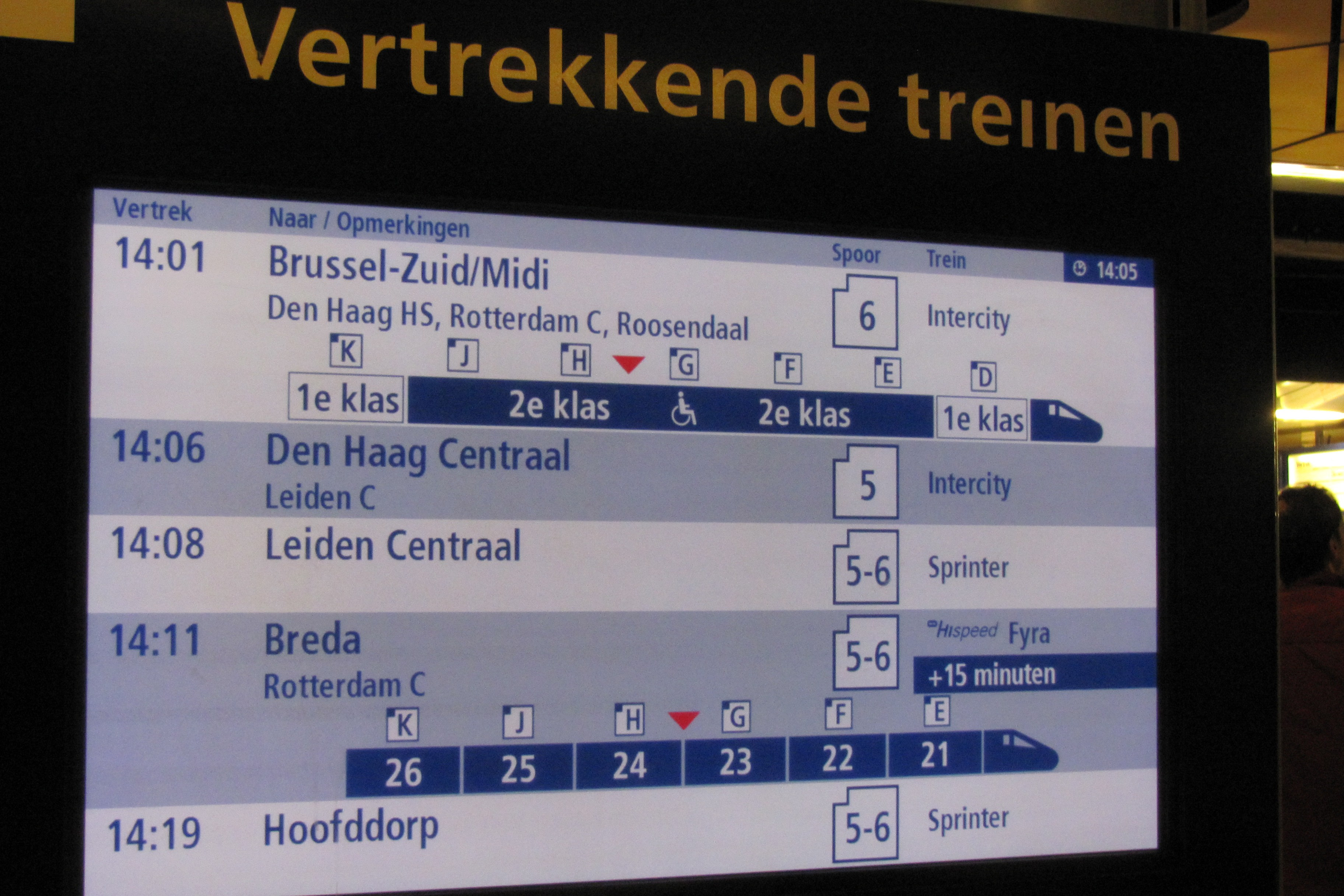
Digitaler Wagenstandanzeiger der niederländischen Bahn im Bahnhof Schiphol Airport.

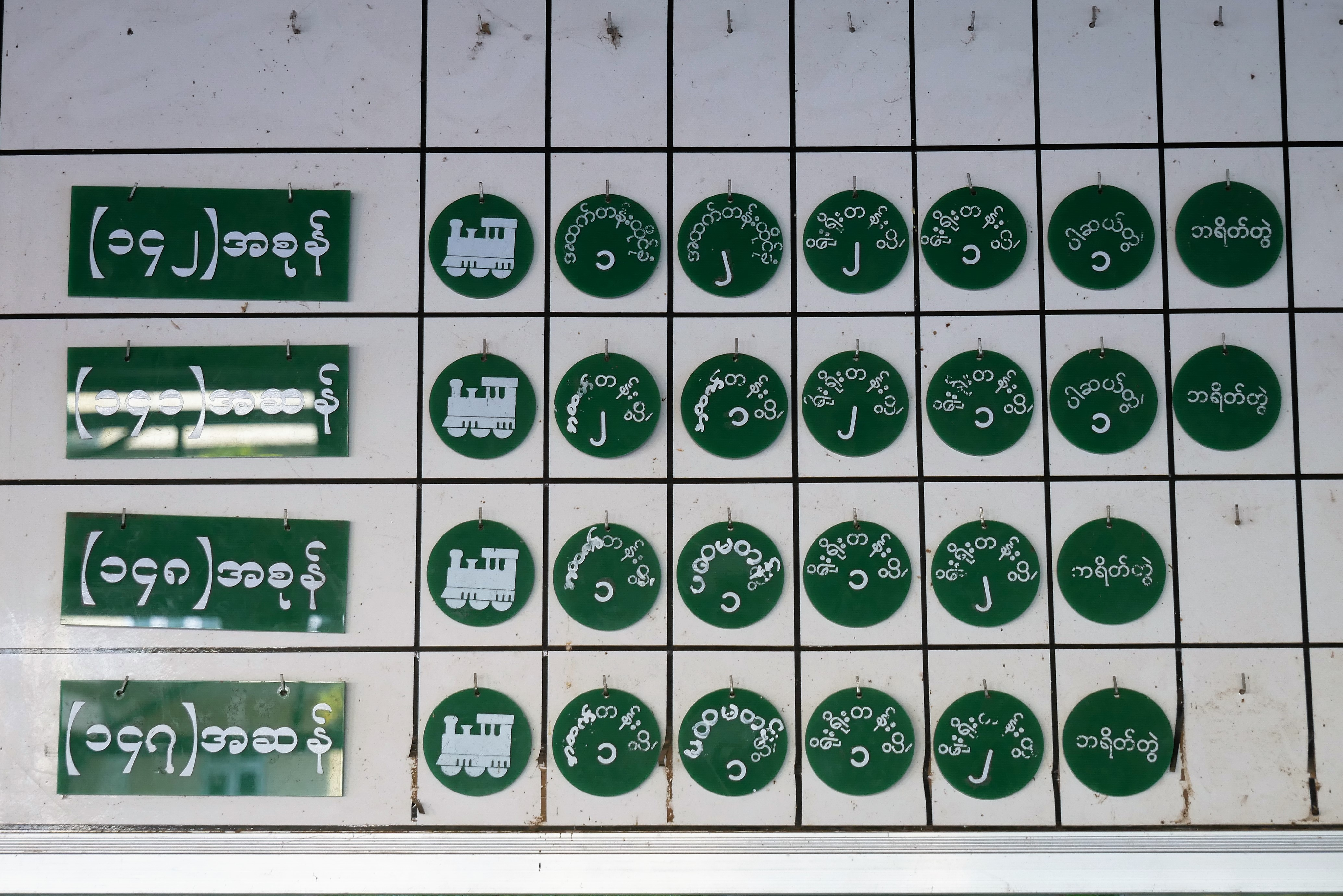
Wagenstandanzeiger im Bahnhof von Kalaw, Myanmar

Ein Wagenstandsanzeiger (oder Wagenreihungsplan) ist eine schematische Darstellung aller Züge eines Gleises in Tabellenform. Er nennt die Reihenfolge der Wagen; dies dient der besseren Orientierung am Bahnsteig und hilft Bahnreisenden beim Auffinden eines bestimmten Eisenbahnwagens.

## Allgemeines
Die Bahnsteige größerer Bahnhöfe (mit Personenfernverkehr) sind in Abschnitte (A, B, C usw., mancherorts bis I) – in der Schweiz und in Österreich „Sektoren“ genannt – eingeteilt. Der Abstand zwischen zwei Abschnittsmarkierungen entspricht der Länge von zwei Wagen. Beispielsweise belegt ein Zug mit 10 Wagen die Abschnitte von A bis F. Auf diese Weise ist es für den Fahrgast einfacher, einen bestimmten Wagen eines Zuges zu finden bzw. schon vor Ankunft des Zuges im richtigen Bahnsteigbereich zu warten.
Dies ist beispielsweise vorteilhaft bei:
- Benutzung eines Kurswagens
- Sitzplatzreservierung
- Für Reisende ohne Sitzplatzreservierung zum Aufsuchen der Wagen an den Enden des Zuges, die häufig weniger voll sind
- Suche der Wagenklasse
- Finden des Gepäckwagens (bei sperrigem Gepäck oder Fahrradmitnahme)

In reduzierter Form können auch Züge des Schienenpersonennahverkehrs der Bahn aufgeführt werden, ihnen fehlen meist Kurs- und Speisewagen.

## Geschichte und Technik
Ursprünglich wurden Wagenstandanzeiger in Form von Papierkärtchen ausgeführt, die in der gewünschten Reihenfolge in eine mit parallelen Leisten versehene Tafel eingeschoben wurden. Auf heutigen Bahnhöfen findet man sie ausgedruckt in Vitrinen neben den Fahrplänen auf einem Bahnsteig oder in den Zugzielanzeigern integriert. Auch Bildschirmanzeigen finden sich immer häufiger. Die elektronischen Ausführungen zeigen oft nur den aktuellen Zug an und bieten den Vorteil, dass dabei bereits unterschiedliche Verkehrstage einzelner Wagen berücksichtigt werden. Je nach Variante des Anzeigers (Fallblatt, digital usw.) kann der Wagenstandanzeiger dabei anders aussehen und andere Informationen enthalten.
Im Jahr 2014 waren 20 Prozent der Züge von DB Fernverkehr falsch gereiht. Als Gründe gelten unter anderem kurzfristig für defekte Züge eingesetzte Fahrzeuge und außerplanmäßige Haltausfälle an Kopfbahnhöfen. Zur Wiederherstellung der planmäßigen Wagenreihung sind bis zu 70 km lange Drehfahrten erforderlich. Ein Anteilswert von 20 Prozent wurde auch im Frühjahr 2016 genannt.
Laut DB-Angaben von 2019 werde inzwischen in 99 Prozent der Fälle die Wagenreihung am Bahnsteig richtig angezeigt.
2022 berichtete eine DB-Sprecherin, dass an rund 750 großen und mittleren Bahnhöfen in den nächsten Jahren über 7.000 moderne Anzeigemonitoren installiert würden. Auf diesen „Zugzielanzeigern“ wird (neben Ziel und Abfahrtszeit des jeweiligen Zuges) auch die genaue Wagenreihung angegeben. Dafür wurden und werden nach und nach die Wagenstandanzeiger-Aushänge in den Schaukästen auf den Bahnsteigen entfernt. Zum Teil geschieht dies aber schon viele Monate vor der Installation der neuen elektronischen Anzeigen. In der Zwischenzeit können die Fahrgäste sich nur im Internet über die Wagenreihung ihres Zuges informieren. Reisende ohne Smartphone bleiben dadurch monatelang orientierungslos, wenn sie sich vor der Abfahrt ihres Zuges an die richtige Position auf dem Bahnsteig stellen wollen.

## Aufbau (Druckvariante)

### Spalte „Zeit“
In der ersten Spalte eines Wagenstandanzeigers der Deutschen Bahn stehen die Abfahrtszeiten der Züge. Die Zeilen sind nach diesen Abfahrtszeiten sortiert.

### Spalte „Zug“
In der zweiten Spalte sind die Zuggattung und Zugnummer sowie kurze Hinweise und ggf. der Zugname zu finden. Dabei sind rot alle ICE, IC- und EC- sowie Thalys-Verbindungen hervorgehoben, blau sind IR- (ehem.) und IRE-Verbindungen, sowie UrlaubsExpress- und Nachtzüge (wie DB NachtZug, CityNightLine oder EuroNight) gelistet. Andere Züge, wie die Züge privater Eisenbahngesellschaften, sind schwarz einmal pauschal für alle Verbindungen (ohne Zuglauf, nur mit Zugziel und ohne Zugnummer) aufgeführt, soweit Sitzplatzreservierungen in den Zügen möglich sind.

### Spalte „Richtung“
In der dritten Spalte wird der Zuglauf, das heißt das Ziel mit einigen Zwischenhalten, aufgeführt.

### Übrige Angaben
Es folgt die schematische Darstellung der Züge. Die Wagen sind als farbige Kästchen mit erklärenden Piktogrammen dargestellt und anhand ihrer Haltepositionen in den Abschnitten des Bahnsteiges angeordnet. Aufgeführt sind Wagenklassen, Wagennummer, die Art bzw. Ausstattungsmerkmale der Wagen und deren Verkehrstage und ggf. abweichende Ziele.
Die Wagen der ersten Wagenklasse sind gelb, die Wagen der zweiten Klasse grün, Schlaf- und Liegewagen (letztere ggf. auch grün) blau und Speisewagen sind rot gekennzeichnet. Autotransport- und Sonderwagen sind grau hinterlegt. Die Farben sind nicht willkürlich gewählt. Die Farbe blau ist auf die Lackierung der Fahrzeuge der CIWL zurückzuführen, rot auf die der Mitropa, gelb und grün auf die früheren Leitfarben der ersten und zweiten Klasse nach dem alten, vor 1954 verwendeten Drei-Klassen-System.
Fernverkehrszüge halten auf benachbarten Gleisen meist so, dass Wagen erster Klasse und Wagen zweiter Klasse sich jeweils gegenüberstehen. So ist beispielsweise auf Nord-Süd-Strecken in Deutschland die erste Klasse am Südende. Ausnahme hiervon ist Mannheim infolge der Lage zwischen den Kopfbahnhöfen Frankfurt und Stuttgart, in denen die Fahrtrichtung jeweils gewechselt wird.
Doppelstockwagen mit sowohl erster als auch zweiter Klasse werden nicht horizontal (oben und unten), sondern vertikal (links und rechts) geteilt angezeigt. Dies entspricht nicht bei allen Doppelstockwagen der Realität, da unterschiedliche Klassen in Doppelstockwagen oft etagenweise getrennt sind.
Auch die Fahrtrichtung, die nicht bei jedem Zug an einem Gleis übereinstimmen muss, sich nach einem Halt umkehren oder durch eine Flügelung ändern kann, wird angezeigt. Mit Hilfe von Symbolen sind auch Triebkopf, Steuerwagen und Lok erkennbar.